# Collegio plurinominale Lombardia - 03 (2020)
Il collegio elettorale plurinominale Lombardia - 03 è un collegio elettorale plurinominale della Repubblica italiana per l'elezione del Senato della Repubblica.

## Territorio
Come previsto dalla legge n. 51 del 27 maggio 2019, il collegio è stato definito tramite decreto legislativo all'interno della circoscrizione Lombardia.
Il collegio comprende la zona definita dai quattro collegi uninominali Lombardia - 07 (Bergamo), Lombardia - 08 (Brescia), Lombardia - 09 (Treviglio) e Lombardia - 11 (Cremona) quindi le province di Bergamo, Brescia, Mantova e Cremona.

## XIX legislatura

### Risultati elettorali
|                               | Fratelli d'Italia                                       | 498 476   | 30,63 | 2 | 902 772   | 55,47 | 4 |  |  |
|                               | Lega per Salvini Premier                                | 263 190   | 16,17 | 1 | 902 772   | 55,47 | 4 |  |  |
|                               | Forza Italia                                            | 128 314   | 7,88  | – | 902 772   | 55,47 | 4 |  |  |
|                               | Noi Moderati                                            | 12 792    | 0,79  | – | 902 772   | 55,47 | 4 |  |  |
|                               | Partito Democratico - Italia Democratica e Progressista | 289 044   | 17,76 | 2 | 394 297   | 24,23 | – |  |  |
|                               | Alleanza Verdi e Sinistra                               | 51 609    | 3,17  | – | 394 297   | 24,23 | – |  |  |
|                               | +Europa                                                 | 48 371    | 2,97  | – | 394 297   | 24,23 | – |  |  |
|                               | Impegno Civico – Centro Democratico                     | 5 273     | 0,32  | – | 394 297   | 24,23 | – |  |  |
|                               | Azione - Italia Viva                                    | 147 148   | 9,04  | – | 147 148   | 9,04  | – |  |  |
|                               | Movimento 5 Stelle                                      | 101 366   | 6,23  | – | 101 366   | 6,23  | – |  |  |
|                               | Italexit                                                | 29 178    | 1,79  | – | 29 178    | 1,79  | – |  |  |
|                               | Italia Sovrana e Popolare                               | 18 094    | 1,11  | – | 18 094    | 1,11  | – |  |  |
|                               | Unione Popolare                                         | 17 169    | 1,05  | – | 17 169    | 1,05  | – |  |  |
|                               | Vita                                                    | 15 388    | 0,95  | – | 15 388    | 0,95  | – |  |  |
|                               | Noi di Centro – Europeisti                              | 1 983     | 0,12  | – | 1 983     | 0,12  | – |  |  |
| Totale                        | Totale                                                  | 1 627 395 | 100   | 5 | 1 627 395 | 100   | 4 |  |  |
|                               |                                                         |           |       |   |           |       |   |  |  |
| Voti non validi               | Voti non validi                                         | 69 894    | 4,12  |   |           |       |   |  |  |
| Votanti                       | Votanti                                                 | 1 697 289 | 72,59 |   |           |       |   |  |  |
| Elettori                      | Elettori                                                | 2 338 068 |       |   |           |       |   |  |  |
|                               |                                                         |           |       |   |           |       |   |  |  |
| Data: 25 settembre 2022       |                                                         |           |       |   |           |       |   |  |  |
| Fonte: Ministero dell'interno |                                                         |           |       |   |           |       |   |  |  |

### Eletti

#### Eletti nei collegi uninominali
Eletti nella coalizione di centro-destra (FdI - Lega - FI - NM)
| Collegio uninominale | Eletto | Eletto                     | Partito           |
| -------------------- | ------ | -------------------------- | ----------------- |
| 7. Bergamo           |        | Daisy Pirovano             | Lega              |
| 8. Brescia           |        | Stefano Borghesi           | Lega              |
| 9. Treviglio         |        | Giulio Terzi di Sant'Agata | Fratelli d'Italia |
| 11. Cremona          |        | Daniela Santanchè          | Fratelli d'Italia |

#### Eletti nella quota proporzionale
| Fratelli d'Italia                   | Partito Democratico-IDP        | Lega              |
| ----------------------------------- | ------------------------------ | ----------------- |
|                                     |                                |                   |
| Renato Ancorotti Gianpietro Maffoni | Simona Malpezzi Alfredo Bazoli | Roberto Calderoli |